# 日本インディー大賞
日本インディー大賞（にほんインディーたいしょう）は、FIGHTING TV サムライで放送している番組「インディーのお仕事」で表彰される賞。

## 概要
番組が視聴者投票を募り、その年に日本インディーマット界で最も活躍した選手に対して表彰している。表彰式は12月31日に後楽園ホールで開催される年越しプロレスで行われる。

## 歴代受賞者

### 2023年
- MVP：平田一喜（DDTプロレスリング）
- ベストバウト：みちのくプロレス10月15日矢巾町民総合体育館大会
高橋ヒロム vs フジタ"Jr"ハヤト
- ベスト興行賞： DDTプロレスリング11月12日両国国技館大会「Ultimate Party 2023」
- ベストユニット賞：アストロノーツ（野村卓矢&阿部史典）
- ニューカマー賞：中村宗達（ガンバレ☆プロレス）

### 2022年
- MVP：樋口和貞（DDTプロレスリング）
- ベストバウト：みちのくプロレス7月1日後楽園ホール大会
東北ジュニアヘビー級選手権試合
MUSASHI（王者）vs フジタ"Jr"ハヤト（挑戦者）
- ベスト興行賞： 大日本プロレス5月5日横浜武道館大会「BIG JAPAN WELCOME BACK」
- ベストユニット賞：フェロモンズ（男色“ダンディ”ディーノ&飯野“セクシー”雄貴&今成“ファンタスティック”夢人）
- ニューカマー賞：若松大樹（2AW）

### 2021年
- MVP：竹下幸之介（DDTプロレスリング）
- ベストバウト：大日本プロレス10月18日後楽園ホール大会
BJW認定世界ストロングヘビー級選手権試合
野村卓矢（王者）vs 関本大介（挑戦者）
- ベスト興行賞： まっする9月1日後楽園ホール大会「まっする5～必殺技はもう決まらない～」
- ベストユニット賞：フェロモンズ（男色“ダンディ”ディーノ&飯野“セクシー”雄貴&今成“ファンタスティック”夢人）
- ニューカマー賞：ドリュー・パーカー（大日本プロレス）

### 2020年
- MVP：藤田ミノル（フリー）
- ベストバウト：DDTプロレスリング11月3日大田区総合体育館大会
KO-D無差別級選手権試合
遠藤哲哉（王者）vs 佐々木大輔（挑戦者）
- ベスト興行賞： 大日本プロレス8月29日横浜文化体育館大会「Last BUNTAI at BJW」&「ReOStaff株式会社presentsジュニアトーナメント決勝戦」
- ベストユニット賞：アストロノーツ（野村卓矢&阿部史典）
- ニューカマー賞：山下りな（フリー）

### 2019年
- MVP：木高イサミ（プロレスリングBASARA）
- ベストバウト：大日本プロレス8月24日後楽園ホール大会
関本大介 vs マイケル・エルガン
- ベスト興行賞：DDTプロレスリング11月3日両国国技館大会 「Ultimate Party 2019〜DDTグループ大集合!〜」
 大日本プロレス11月4日両国国技館大会「両極譚〜RYOGOKUTAN〜2019」
- ベストユニット賞：#STRONGHEARTS
- ニューカマー賞：中村圭吾 （DDTプロレスリング）

### 2018年
- MVP：竹田誠志（フリー）
- ベストバウト：大日本プロレス6月20日後楽園ホール大会
BJW認定デスマッチヘビー級選手権試合
蛍光灯4ROPES＋ギガラダー＋ガラスボードデスマッチ
竹田誠志（王者）vs 木高イサミ（挑戦者）
- ベスト興行賞：大日本プロレス11月11日両国国技館大会「両極譚〜RYOGOKUTAN〜2018」
- ベストユニット賞：#STRONGHEARTS
- ニューカマー賞：藤原秀旺（プロレスリングアライヴ&メジャーズ）

### 2017年
- MVP：鈴木秀樹（フリー）
- ベストバウト：大日本プロレス12月17日横浜文化体育館大会
BJW認定デスマッチヘビー級選手権試合
血みどろDANGEROUS CHRISTMAS FOR DEATHMATCH 蛍光灯ツリー&ガラスボード+aデスマッチ
竹田誠志（王者）vs 高橋匡哉（挑戦者）
- ベスト興行賞：大日本プロレス11月17日上野大会
- ベストユニット賞：DAMNATION
- ニューカマー賞：アンドレザ・ジャイアントパンダ（新根室プロレス）
- 特別功労賞：ミスター・ポーゴ（WWS）

### 2016年
- MVP：石川修司（フリー）[1]
- ベストバウト：大日本プロレス7月24日両国国技館大会
BJW認定デスマッチヘビー級選手権試合
スキャフォールド&Gショックデスマッチ
伊東竜二（王者）vs 星野勘九郎（挑戦者）
- ベスト興行賞：ガンバレ☆プロレス10月2日後楽園ホール大会「BAD COMMUNICATION 2016」
- ベストユニット賞：DAMNATION
- ニューカマー賞：野村卓矢（大日本プロレス）

### 2015年
- MVP：岡林裕二（大日本プロレス）
- ベストバウト：大日本プロレス7月20日両国国技館大会
BJW認定世界ストロングヘビー級選手権試合
関本大介（王者）vs 岡林裕二（挑戦者）
- ベスト興行賞：大日本プロレス7月20日両国国技館大会「両極譚」
- ベストユニット賞：#大家帝国
- ニューカマー賞：樋口和貞（DDT NEW ATTITUDE）

### 2014年
- MVP：HARASHIMA（DDTプロレスリング）
- ベストバウト：DDTプロレスリング9月28日後楽園ホール大会
KO-Dタッグ選手権試合
飯伏幸太&ケニー・オメガ（王者） vs 遠藤哲哉&竹下幸之介（挑戦者）
- ベスト興行賞：DDTプロレスリング8月17日両国国技館大会「両国ピーターパン2014〜人生変えちゃう夏かもね!〜」
- ベストユニット賞：ムーの太陽（ザ・グレート・サスケ&バラモン・シュウ&バラモン・ケイ）
- ニューカマー賞：植木嵩行（大日本プロレス）

### 2013年
- MVP：木高イサミ（ユニオンプロレス）
- ベストバウト：大日本プロレス11月4日横浜文化体育館大会
BJW認定デスマッチヘビー級選手権試合
「カルチャー・オブ・デス」
石川修司（王者）vs 木高イサミ（挑戦者）
- ベスト興行賞：DDTプロレスリング8月18日両国国技館大会「両国ピーターパン2013〜プロレスの傾向と対策〜」
- ベストユニット賞：ヤンキー二丁拳銃（宮本裕向&木高イサミ）
- ニューカマー賞：高橋匡哉（WNC）

### 2012年
- MVP：アブドーラ小林（大日本プロレス）
- ベストバウト：DDTプロレスリング8月18日日本武道館大会
KO-D無差別級選手権試合
飯伏幸太（王者） vs ケニー・オメガ（挑戦者）
- ベスト興行賞：DDTプロレスリング8月18日日本武道館大会「武道館ピーターパン」
- ベストユニット賞：バラモン兄弟（バラモン・シュウ&バラモン・ケイ）
- ニューカマー賞：塚本拓海（大日本プロレス）

### 2011年
- MVP：澤宗紀（格闘探偵団バトラーツ）
- ベストバウト：DDTプロレスリング3月27日後楽園ホール
KO-D無差別級選手権試合
ディック東郷（王者）vs 飯伏幸太（挑戦者）
- ベスト興行賞：DDTプロレスリング3月27日後楽園ホール
- ベストユニット賞：バラモン兄弟（バラモン・シュウ&バラモン・ケイ）
- ニューカマー賞：紫雷美央（フリー）

### 2010年
- MVP：関本大介（大日本プロレス）
- ベストバウト：DDTプロレスリング4月4日新宿FACE
KO-D無差別級選手権試合
関本大介（王者）vs マサ高梨（挑戦者）
- ベスト興行賞：マッスルハウス10〜絶対に笑ってはいけない最終興行〜 10月6日後楽園ホール
- ベストユニット賞：小鹿軍団（プロレスリングFREEDOMS）
- ニューカマー賞：菊地毅（フリー）
- 特別賞：佐藤光留（パンクラスMISSION）

### 2009年
- MVP：飯伏幸太（DDTプロレスリング）
- ベストバウト：大日本プロレス11月20日後楽園ホール
カミソリ十字架ボード+αデスマッチ
伊東竜二 vs 葛西純
- 特別賞：GENTARO（プロレスリングFREEDOMS）
- ベスト興行賞：DDTプロレスリング8月23日両国国技館大会「両国ピーターパン〜大人になんてなれないよ〜」
- ベストユニット賞：バラモン兄弟（バラモン・シュウ&バラモン・ケイ）
- ニューカマー賞：竹田誠志（STYLE-E）

### 2008年
- MVP：ザ・グレート・サスケ（みちのくプロレス）
- ベストバウト：DDTプロレスリング8月6日新木場1stRINGビアガーデンプロレス
飯伏幸太 vs ケニー・オメガ
- ベスト興行賞：DDTプロレスリング9月7日キャンプ場プロレス 山梨県ネイチャーランドオム
- ベストユニット賞：バラモン兄弟（バラモン・シュウ&バラモン・ケイ）
- ニューカマー賞：竹田誠志（STYLE-E）

### 2007年
- MVP：飯伏幸太（DDTプロレスリング）
- ベスト興行賞：マッスル5月4日後楽園ホール
- ベストバウト：大日本プロレス3月14日後楽園ホール
BJW認定デスマッチヘビー級選手権試合
「廣島 大治組プレゼンツ 高所作業につき立体足場建築現場デスマッチ〜one night carnival〜」
佐々木貴（王者）vs 宮本裕向（挑戦者）
- ベストユニット賞：NEW MEN'S CLUB
- 特別賞：趙雲子龍
- カムバック賞：ミスター・ポーゴ（WWS）